# Hide Your Heart
Hide Your Heart (en español: Oculta su corazón) (publicado bajo el título de Notes From America en los Estados Unidos), es el séptimo álbum de estudio grabado por la cantante galesa Bonnie Tyler. Fue lanzado en 1988 por Columbia Records. El álbum fue grabado en Woodstock, Nueva York, y fue producido por Desmond Child.
A diferencia de los dos lanzamientos anteriores de Tyler, el álbum no tuvo éxito en el Billboard 200, aunque si tuvo éxito en Europa.

## Visión de conjunto
El álbum incluye la canción «Hide Your Heart» escrita por Paul Stanley, Desmond Child y Holly Knight. Esta canción fue posteriormente lanzada tres veces, en 1989 Ace Frehley en su álbum Trouble Walkin', Robin Beck en su álbum Trouble or Nothin', y Molly Hatchet en su álbum Lightning Strikes Twice. Y lanzado en 1989 por Paul Stanley con Kiss en su álbum Hot in the Shade.
El álbum también cuenta con las versiones originales de las pistas «Save Up All Your Tears», que fue lanzada posteriormente, con un arreglo más rápido, por Cher en su álbum de 1991 Love Hurts, y «The Best», más adelante lanzada por Tina Turner. También se incluye la nueva versión de Bonnie Tyler de la canción de Tina Turner «Don't Turn Around» y la canción de los Bee Gees «To Love Somebody».

## Respuesta de la crítica
Hide Your Heart recibió generalmente críticas positivas. Mario Tarradell de The Miami News describió a Tyler como «revitalizada», después de su trabajo con Jim Steinman. Señaló que la nueva versión de la canción de Janis Joplin «Turtle Blues» como el punto culminante álbum de Tyler, declarando, «Tyler captura la aspereza del jazz y la característica intensa fascinante del estilo de Joplin y añade su propia teatralidad para crear un homenaje impresionante a la fallecida cantante». Tarradell agregó que Tyler «no siempre ha sido bendecida con el mejor material y ha sido víctima de una carrera de montaña rusa», pero describió el álbum como un «impresionante retorno» a la música rock. Curt Anderson de Bangor Daily News coincidió en que «Turtle Blues» es el punto culminante del álbum, y «representa la cabeza y los hombros por encima del resto [de las pistas]». También opinó que la versión de «To Love Somebody» de Tyler es «mejor que el original». Se discutió, sin embargo, que el álbum es producido sobre-diciendo que el núcleo de «Don't Turn Around» se «pierde en una ola de sonido», como el coro entra. Concluyó diciendo que la pista «Notes from America» suena «al igual que gran parte del rock and roll comercial en la radio», y que «es una pena [Tyler] no está cantando música más memorable».

## Sencillos
El primer sencillo del álbum fue «The Best», que obtuvo el mejor desempeño individual, alcanzando el puesto número 10 en Noruega y Portugal, el número 34 en España y el número 95 en el Reino Unido. Otros sencillos incluyen «Hide Your Heart», «Save Up All Your Tears», «Don't Turn Around», y la canción de EE. UU. «Notes From America».

## Lista de canciones
| N.º | Título                            | Escritor(es)                              | Duración |  |
| 1.  | «Notes from America»              | Desmond Child, Robbie Seidman             | 4:54     |  |
| 2.  | «Hide Your Heart»                 | Paul Stanley, Desmond Child, Holly Knight | 4:25     |  |
| 3.  | «Don't Turn Around»               | Diane Warren, Albert Hammond              | 4:18     |  |
| 4.  | «Save Up All Your Tears»          | Desmond Child, Diane Warren               | 4:24     |  |
| 5.  | «To Love Somebody»                | Barry Gibb, Robin Gibb                    | 5:49     |  |
| 6.  | «Take Another Look at Your Heart» | Michael Bolton, Desmond Child             | 3:47     |  |
| 7.  | «The Best»                        | Mike Chapman, Holly Knight                | 4:16     |  |
| 8.  | «Shy with You»                    | Robbie Seidman                            | 3:40     |  |
| 9.  | «Streets of Little Italy»         | Robbie Seidman                            | 4:37     |  |
| 10. | «Turtle Blues»                    | Janis Joplin                              | 4:12     |  |

## Posicionamiento en las listas

### Álbum
| País                          | Mejor posición |
| ----------------------------- | -------------- |
| Noruega (VG-lista)            | 2              |
| Suiza (Schweizer Hitparade)   | 13             |
| Suecia (Sverigetopplistan)    | 24             |
| Alemania (Offizielle Top 100) | 64             |
| Reino Unido (UK Albums Chart) | 78             |

## Personal
- Saxofón - Louis Cortelezzi, Lawrence Feldman
- Saxofón Barítono - Ronnie Cuber
- Trombón - Keith O'Quinn
- Conductor, arreglos - Ralph Schuckett
- Órgano - Chuck Kentis
- Sintetizador - Chuck Kentis
- Teclados - Chuck Kentis, Holly Knight
- Piano - Gregg Mangiafico, Bette Sussman, Bette Sussmann
- Bajo - Tony Levin, John Regan, John McCurry, Seth Glassman
- Guitarra - John McCurry
- Guitarra rítmica - Seth Glassman
- Batería, Percusión - Jerry Marotta
- Coros - Elaine Caswell, Desmond Child, Diana Grasselli, Jerry Marotta, Louis Merlino, Steve Savitt, Joe Lynn Turner, Myriam Naomi Valle
- Otros Vocalistas - Patricia Darcy, Patty d'Arcy, Janice Payson, Al Scotti, Bernie Shanahan, Melanie Williams
- Trompeta – Joe Shepley, Joseph J. Shepley

### Producción
- Ingenieros- Sir Arthur Payson, Chris Isca
- Asistente de ingenieros - Chris Isca, Thom Cadley, George Cowan, Jay Healey, Chris Laidlaw, Danny Mormando
- Mazcla - Bob Rock, David Thoener
- Mastering - George Marino
- Ilustración - Audrey Bernstein
- Diseño - Steve Byram
- Fotografía- John Swannell